# Região Metropolitana de Monterrei

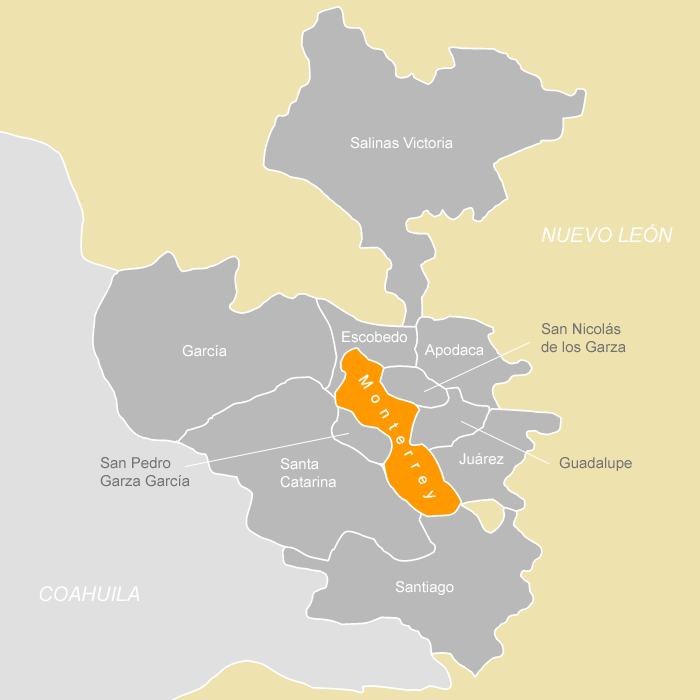
Mapa da região metropolitana de Monterrey com os 11 municípios que possuem conurbação física. O 12° município, Cadereyta Jiménez, não aparece no mapa

Região Metropolitana de Monterrei refere-se à aglomeração urbana circundante da cidade de Monterrey, Nuevo León, México. Oficialmente chamado Area Metropolitana de la Ciudad de Monterrey ou AMM, a área metropolitana é a segunda maior metrópole do México com 5,341,171 habitantes de acordo com o Censo 2020.

## Componentes
| Região metropolitana de Monterrey com o município de Monterrey em destaque | Região metropolitana de Monterrey com o município de Monterrey em destaque | Região metropolitana de Monterrey com o município de Monterrey em destaque | Região metropolitana de Monterrey com o município de Monterrey em destaque | Região metropolitana de Monterrey com o município de Monterrey em destaque | Região metropolitana de Monterrey com o município de Monterrey em destaque | Região metropolitana de Monterrey com o município de Monterrey em destaque |
| Município | População (Censo 2020)                                                     | Área (km²)                                                                 | Densidade hab/km²                                                          | Latitude                                                                   | Longitude                                                                  | Altitude                                                                   |
| --- | -------------------------------------------------------------------------- | -------------------------------------------------------------------------- | -------------------------------------------------------------------------- | -------------------------------------------------------------------------- | -------------------------------------------------------------------------- | -------------------------------------------------------------------------- |
| Monterrey | 1 142 994                                                                  | 323,6                                                                      | 3 503,8                                                                    | 25° 40' 17"                                                                | 100° 18' 31"                                                               | 530                                                                        |
| Apodaca | 656 464                                                                    | 238,03                                                                     | 1 759,4                                                                    | 25° 46' 54"                                                                | 100° 11' 20"                                                               | 430                                                                        |
| Guadalupe | 643 143                                                                    | 117,79                                                                     | 5 874,3                                                                    | 25° 40' 45"                                                                | 100° 14' 06"                                                               | 480                                                                        |
| General Escobedo | 481 213                                                                    | 151,27                                                                     | 1 979,                                                                     | 25° 48' 31"                                                                | 100° 19' 37"                                                               | 510                                                                        |
| Juárez | 471 523                                                                    | 247,00                                                                     | 584,5                                                                      | 25° 38' 51"                                                                | 100° 05' 41"                                                               | 370                                                                        |
| San Nicolás de los Garza | 412 199                                                                    | 60,1                                                                       | 7 932,8                                                                    | 25° 44' 30"                                                                | 100° 18' 08"                                                               | 500                                                                        |
| García | 397 205                                                                    | 1 040,01                                                                   | 49,7                                                                       | 25° 48' 44"                                                                | 100° 35' 57"                                                               | 700                                                                        |
| Santa Catarina | 306 322                                                                    | 885,01                                                                     | 293,7                                                                      | 25° 40' 32"                                                                | 100° 27' 44"                                                               | 680                                                                        |
| Pesquería | 147 624                                                                    |                                                                            |                                                                            |                                                                            |                                                                            |                                                                            |
| San Pedro Garza García | 132 169                                                                    | 72,01                                                                      | 1 694,3                                                                    | 25° 39' 51"                                                                | 100° 24' 06"                                                               | 640                                                                        |
| Cadereyta Jiménez* | 122 337                                                                    | 1 140,97                                                                   | 64,6                                                                       | 25° 35' 27"                                                                | 100° 00' 05"                                                               | 330                                                                        |
| El Carmen | 104 478                                                                    |                                                                            |                                                                            |                                                                            |                                                                            |                                                                            |
| Zuazua | 102 149                                                                    |                                                                            |                                                                            |                                                                            |                                                                            |                                                                            |
| Salinas Victoria | 86 766                                                                     | 1 658,08                                                                   | 16,8                                                                       | 25° 57' 46"                                                                | 100° 17' 31"                                                               | 440                                                                        |
| Ciénega de Flores | 68 747                                                                     |                                                                            |                                                                            |                                                                            |                                                                            |                                                                            |
| Santiago | 46 784                                                                     | 746,48                                                                     | 50,8                                                                       | 25° 25' 37"                                                                | 100° 09' 09"                                                               | 500                                                                        |
| Hidalgo | 16 086                                                                     |                                                                            |                                                                            |                                                                            |                                                                            |                                                                            |
| Abasolo | 2 974                                                                      |                                                                            |                                                                            |                                                                            |                                                                            |                                                                            |
| Totais | 5 341.177                                                                  | 6 680,35                                                                   | 559,6                                                                      |                                                                            |                                                                            |                                                                            |
| * Dentro dos critérios de incorporação de município, Cadereyta Jiménez não é considerado como município central, nem como conurbação física dentro da região metropolitana, e sim como uma área de carácter urbano à distância (integração funcional). Mesmo assim é considerado parte da Região Metropolitana de Monterrey. |                                                                            |                                                                            |                                                                            |                                                                            |                                                                            |                                                                            |